# Leonhard-Wagner-Gymnasium
Das Leonhard-Wagner-Gymnasium (kurz LWG) ist ein naturwissenschaftlich-technologisches und sprachliches Gymnasium im bayerischen Schwabmünchen. Es ist nach dem Kalligraphen Leonhard Wagner benannt. Die Schule war früher Bestandteil einer Gesamtschule und ist seit dem 31. Juli 1993 wieder selbständig. Das Gymnasium ist eine Schule mit Inklusionsprofil. Sie bietet Kindern mit körperlichen Behinderungen, wie zum Beispiel Autismus, Seh- oder Hörbehinderungen, eine normale gymnasiale Schulausbildung an, wobei auf die besonderen Bedürfnisse der Schüler eingegangen wird.

## Geschichte

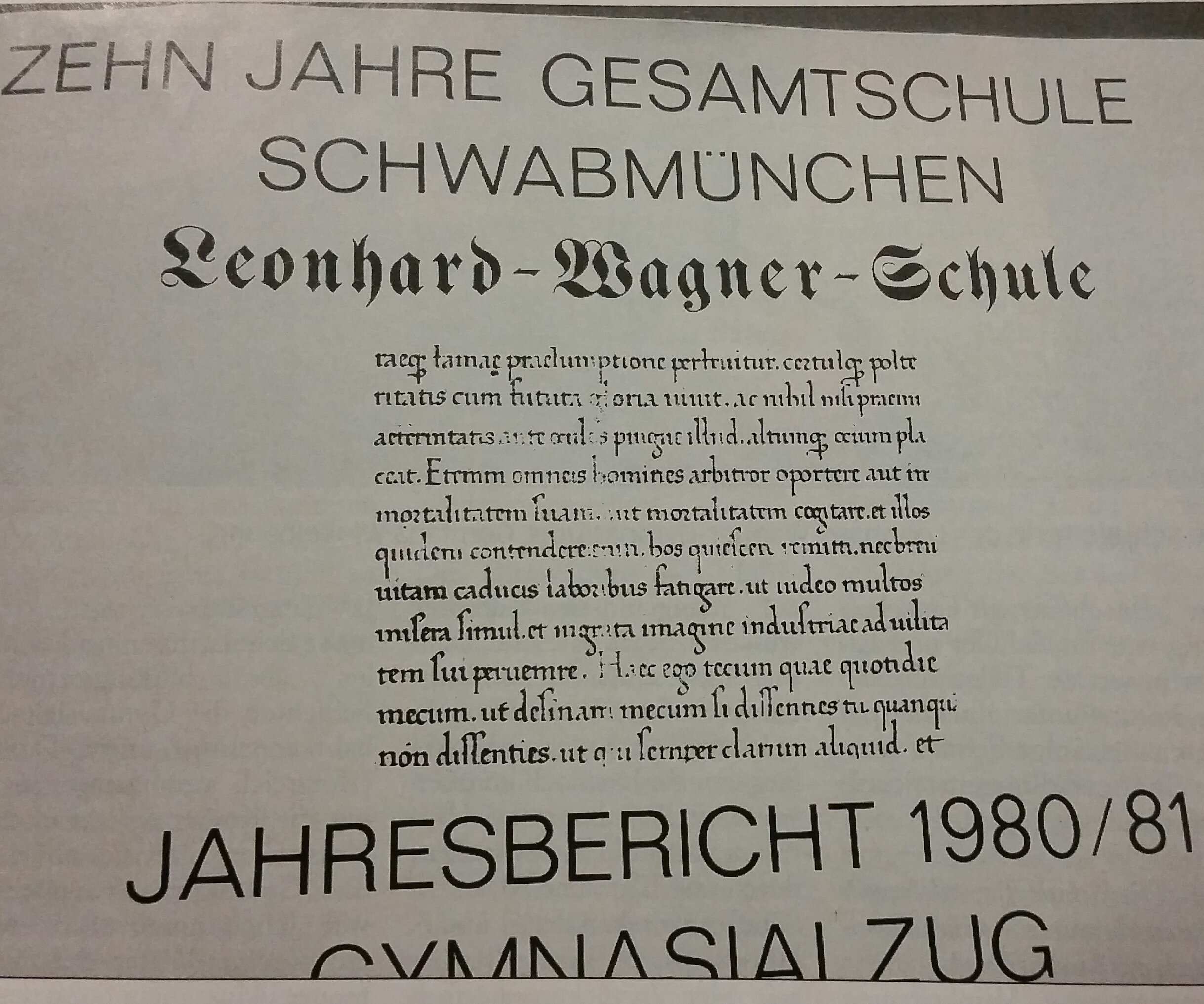
Jahresbericht: Im Schuljahr 1980/81 machte der erste Jahrgang an der Leonhard-Wagner-Gesamtschule Abitur.

1958 wurde in Schwabmünchen eine staatliche Mittelschule für Mädchen errichtet. Vier Jahre später durften auch Jungen die Mittelstufe der Schule besuchen.
Am 10. Juli 1970 beschloss der Stadtrat von Schwabmünchen, eine kooperative Gesamtschule einzuführen. Dort wurden die drei Schularten nicht nur räumlich, sondern auch organisatorisch zu einer Schuleinheit zusammengefasst. Das bedeutete, dass z. B. ein Lehreraustausch unter den Schularten möglich war. Dieses wurde als „Schulversuch“ vom bayerischen Kultusministerium genehmigt. Mit dem Schuljahr 1971/72 nahm die Gesamtschule den Betrieb auf. Im September 1972 zog sie in ein Gebäude am Breitweg. Nach dem Endausbau sollte die Kapazität der Gesamtschule von anfangs 373 Schülern auf 2300–2400 Schüler erweitert werden.
Zum 10-jährigen Bestehen erhielt die Schule – in Erinnerung an den in Schwabmünchen geborenen bekannten Schönschreiber Leonhard Wagner – seinen Namen.
Während der 1990er Jahre wurde die Gesamtschule als Schulversuch beendet und seitdem unter dem Namen Leonhard-Wagner-Gymnasium weitergeführt. 2011 wurde das Abitur nach Klasse 12 eingeführt.
Im Jahr 2013 erlangte das Gymnasium landesweite Berühmtheit, nachdem ein überregionaler Radiosender ein Pausenhofkonzert mit „The BossHoss“ veranstaltete.

## Ausbildungsrichtungen
| Klassenstufe       | Naturwissenschaftlich-technologischer Zweig                   | Sozialzweig                                                   | Sprachlicher Zweig                                            |
| ------------------ | ------------------------------------------------------------- | ------------------------------------------------------------- | ------------------------------------------------------------- |
| 5. Klasse          | Englisch                                                      | Englisch                                                      | Englisch                                                      |
| 6. Klasse          | Latein oder Französisch                                       | Latein oder Französisch                                       | Latein                                                        |
| 8. Klasse          | Informatik, Chemie als Kernfach                               | Politik und Gesellschaft                                      | Französisch                                                   |
| 9. Klasse          | Informatik, Chemie als Kernfach                               | Chemie als Nebenfach                                          | Chemie als Nebenfach                                          |
| 10. Klasse         | evtl. spätbeginnende Fremdsprache (Italienisch oder Spanisch) | evtl. spätbeginnende Fremdsprache (Italienisch oder Spanisch) | evtl. spätbeginnende Fremdsprache (Italienisch oder Spanisch) |
| 11./12./13. Klasse | Kursphase der Kollegstufe: Fächer und Vertiefungsfächer       | Kursphase der Kollegstufe: Fächer und Vertiefungsfächer       | Kursphase der Kollegstufe: Fächer und Vertiefungsfächer       |

## Wahlkurse
Das Leonhard-Wagner-Gymnasium Schwabmünchen bietet seinen Schülerinnen und Schülern Wahlkurse aus verschiedenen Bereichen an, unter anderem:
- Unter-, Mittel- und Oberstufenchor
- Orchester
- Blechbläsergruppe
- Little Band
- Big Band
- Internet-AG (Anfänger, Fortgeschrittene)
- Mikrocontroller und Robotik
- "Experimente antworten"
- Trickfilm-AG (Videofilmen)
- Gesundheitsorientiertes Krafttraining
- Praktische Geschichte (Antike, Mittelalter)
- Pluskurse DELF (Französisch)
- Schülerzeitung „Breitweg Mikrophon“
- Schulsanitätsdienst
- Schulzirkus